# Macaca cyclopis
Macaca cyclopis é uma espécie do gênero Macaca.
Macaca cyclopis, ou macaco-de-taiwan, é uma espécie de macaco endêmica da ilha de Taiwan e que foi introduzida no Japão. Além dos humanos, esta é a única espécie de primatas nativos vivendo em Taiwan.

## Características
Indivíduos dessa espécie medem de 50 a 60 cm e pesam de 5 a 12 kg, sendo as fêmeas são geralmente menores. Suas caudas são relativamente longas, medindo de 26 a 45 cm. Apresentam coloração marrom ou acinzentada e possuem bochechas com bolsas para armazenamento temporário de comida.

## Vida e comportamento

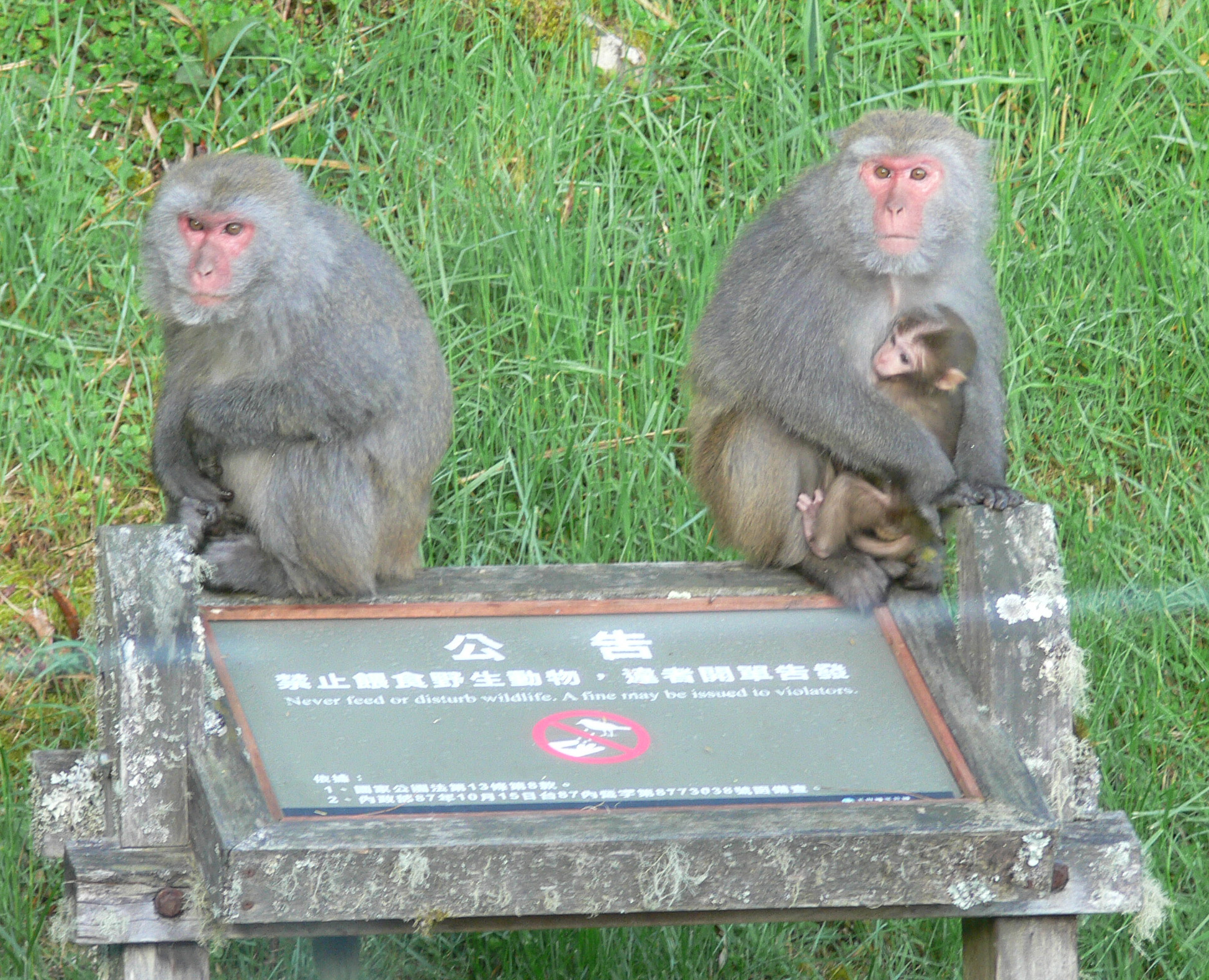
M. cyclopis

Dentre as espécies do gênero Macaca - que são encontradas no Sul e Leste asiáticos, bem como no noroeste da África - esta é endêmica da ilha de Taiwan (área: 36,000 km2).
Os indivíduos desta espécie vivem em florestas coníferas e temperadas, bem como em áreas de bambu e pradarias a 100-3600 m. A estrutura social do grupo é normalmente caracterizada por largos grupos com múltiplos indivíduos machos e  fêmeas. De acordo com os estudos de Hsu and Lin, a média geral da razão sexual é de aproximadamente 1 para 1, sendo de cerca de 0,53 quando considerados os adultos somente.  Machos adultos solitários contam 5% de toda a população e são vistos interagindo com grupos especialmente durante os períodos de acasalamento.
São animais diurnos de hábitos mais arbóreos do que terrestres. Sua dieta consiste de frutas, folhas, brotos, grama, insetos, caracóis e ovos de pássaros. Preferem descansar em florestas e forragens das pradarias.

## Reprodução
As fêmeas desta espécie dão à luz um só filhote por vez, durante a primavera e o verão, e são as responsáveis por cuidar da cria. O período de acasalamento ocorre de outubro a janeiro e a gestação pode durar até cinco meses e meio. Os filhotes mais novos são carregados nos braços da mãe por um período de 2 a 3 meses e somente se separam a partir de um ano de vida.

## Ameaças
Macacos cyclopis são caçados por sua carne e por causarem danos a plantações. Também são caçados para serem exportados para uso médico-experimental.